# 谷汲線
谷汲線（日语：／）是連接岐阜縣揖斐郡大野町黑野站至同縣同郡谷汲村（現時：揖斐川町）谷汲站之間的名古屋鐵道（名鐵）鐵道路線，現時已經廢除。原本該路線由谷汲鐵道敷設與營運。
此線的車費計算劃分為C（實際車費是把乘車的營業距離乘1.25倍後的相對應費用）。
此條目將會同時記述當初建設此線和營運此線的谷汲鐵道（後來合併至名古屋鐵道）。

## 路線資料
※如沒有特別指明，資料截至路線廢除前一刻
- 路線距離（營業距離）：11.2公里
- 軌距：1067毫米
- 車站數目：9座（包括起終點站）
- 雙線區間：沒有（全程單線）
- 電氣化區間：全線（直流600V）
- 閉塞方式：電話電報閉塞式（黑野站至北野畑站之間）、單票閉塞式（北野畑站至谷汲站之間）
在平時，兩個閉塞方式會併合處理。在每月18日谷汲山（日语：華厳寺）命日與旅遊旺季期間，當列車加班時，北野畑站會設有職員當值調動列車。在那時候，閉塞系統會變回原本的兩個閉塞。而路票會發給前往谷汲的第一班加班列車前的定期列車，以及前往黑野的最後一班加班列車。

## 運行形態
所有列都是普通列車和一人控制。在早上6至8時時段，行走於黑野站至谷汲站之間的列車每30分鐘一班，即每小時2個往返班次。其餘時間直至尾班車前每60分鐘一班，每小時1個往返班次。但是在每月18日、旅遊旺季的指定日期與廢線前時期。將會有數個往返臨時列車班次，日間（早上11時至下午3時）也設有每小時2個往返班次。在臨時列車班次中，車掌會在車上乘務。由於谷汲線全程單線，當每30分鐘設有一班列車的時段，列車中途會在北野畑站與反方向列車進行交會。在路線臨近廢除前時期，早上和黃昏設有每50分鐘一班的時段，除了特定日期外，列車交會車站不只會是在北野畑站。

### 使用車輛
以下只記述1984年（昭和59年）開始一人控制後的情況。基本上車輛與揖斐線共用。在揖斐線用的車輛中，Mo770形與Mo780形從未行走在谷汲線。可是當初原本預定上述兩款空調電車會駛入谷汲線，但由於谷汲線的電力是原自揖斐線，因此於谷汲線距離位於揖斐線的變電所較遠，以導致谷汲線末端區間的架空電纜電壓不足（原本架空電纜電壓為600伏特，谷汲線末端只會有300至400伏特）。使未能夠把這些空調電車會駛入谷汲線。另一方面，戰前製的舊型車輛在構造上，可以在電壓下降的情況下繼續行駛，因此此線與揖斐線黑野以北區間中，仍然使用這些車輛，直至路線廢除。
- Mo700形、Mo750形（日语：名古屋鉄道デセホ700形電車） - Mo700形在多客時期以2卡編成（1997年〈平成9年〉前），Mo750形可以1或2卡編成行走。
- Ku2320形（日语：愛知電気鉄道電7形電車） - 在多客時期，與Mo700形連結，以2卡編成行走（1997年〈平成9年〉前）。
- Mo510形（日语：美濃電気軌道セミボ510形電車） - 在多客時期以2卡編成行走。

## 歷史

### 前史（谷汲鐵道時代）
在1922年（大正11年）5月，為了確保參拜客設有交通服務前往當地著名的谷汲山華嚴寺，以及在根尾方地方進行開發，便向當局申請建設連接揖斐郡大野村與谷汲村之間的鐵路。在6月，再申請建設連接揖斐郡大野村至安八郡神戶町之間（養老鐵道廣神戶站）的鐵路。於稻富村出身的井深重剛同意這個計劃，並無償提供了所有預定鐵路線通過的地段以及自己的資金，以作為鐵路敷設計劃的支援。在1923年（大正12年）2月，當局批出了鐵路建設許可，可是後來發生關東大地震後導致經濟衰退：加上建設跨越揖斐川的問題使放棄了延長至廣神戶站的計劃。
在1924年（大正13年）1月，谷汲鐵道成立，總部位於大野村大字黑野。社長由井深就任。而美濃電氣軌道也有出資，該公司的3名職員成為了谷汲鐵道的董事。為了配合將於1927年（昭和2年），谷汲山華嚴寺十一面觀世音菩薩御開帳（以下簡稱「御開帳」），建設鐵路的工程日夜進行，最後1926年（大正15年）4月終於全線開通。在4月6日，北方町至黑野之間開始營業。在舉行盛大開通儀式的5個月後，一場意外使在建設時作為首席領導，開業不斷奔走忙碌的井深突然去世。後來，在9月1日起開始設有與美濃電氣軌道的直通班次。當時，從岐阜站乘坐市內線前往忠節橋站後，步行前往忠節站後轉乘列車前往谷汲站的所需時間為1小時半。
在1927年（昭和2年）4月至5月，為了準備御開帳而增備6架車輛（DeRo7形電動列車），同時於稻富站新設列車交會設備。使在多客時可以提供每20分鐘一班3卡編成列車。在御開帳期間，客量大幅上升，還有一些還未能上車的乘客。但是在御開帳後，客量立刻減少。在昭和金融恐慌時期，公司業績還惡化，當時需要政府補貼才可維持經營。
在1930年（昭和5年），美濃電氣軌道由於業績惡化而需要與名古屋鐵道（名岐鐵道）合併。谷汲鐵道在1933年（昭和8年）於華嚴寺御開帳期間雖然獲得了好成績，可是在御開帳結束後客量再次減少。在1935年（昭和10年）雖然開展了巴士業務（巴士行走於黑野至神戶至三屋之間），可是巴士業績不佳。在1936年（昭和11年）華嚴寺御開帳期間，鐵路業務再次獲得好成績。在同年7月，谷汲鐵道成為了名古屋鐵道的子公司。在1937年（昭和12年），藍川清成就任代表董事。

### 年表
- 1923年（大正12年）
  - 2月8日 - 谷汲鐵道獲得鐵路建設許可（揖斐郡大野村至同郡谷汲村之間，揖斐郡大野村至安八郡神戶町之間）[2]
  - 12月27日 - 建設鐵路計劃改變（並得到許可）（揖斐郡大野村至同郡谷汲村之間）[3]
- 1924年（大正13年）1月27日 - 谷汲鐵道株式會社正式成立[5][6]
- 1926年（大正15年）
  - 4月6日 - 谷汲鐵道黑野至谷汲之間開業[7]。引入了6架DeRo1形電動列車（日语：谷汲鉄道デロ1形電車）。同日，美濃電氣軌道北方線 北方町至黑野之間開業[7]。
  - 9月1日 - 開始與美濃電氣軌道直通運輸（行走於忠節至谷汲之間[8]。
- 1927年（昭和2年）4月1日 - 舉行御開帳（直至5月20日）。當時增備了車輛，稻富站被遷移並加設列車交會設備。班次由每40分鐘一班增至每20分鐘一班。黑野站、谷汲站水井和廁所[9]。
- 1933年（昭和8年）4月1日 - 舉行御開帳（直至5月20日）。為了增加列車班次，從名岐鐵道引入BD505形（日语：美濃電気軌道セミボ510形電車）[10]。
- 1936年（昭和11年）
  - 4月1日 - 舉行御開帳（直至5月20日）。谷汲鐵道與名古屋鐵道一同實施減票價，忠節至谷汲之間的來回車費減價[11]。
  - 7月1日 - 名古屋鐵道受委託管理谷汲鐵道[12]
- 1941年（昭和16年）1月4日 - 谷汲鐵道的巴士業務（垂井站前 - 赤坂 - 大垣站前，黑野 - 神戶 - 三屋）轉讓給大垣自動車（現時：名阪近鐵巴士（日语：名阪近鉄バス））[13]。
- 1944年（昭和19年）
  - 3月1日 - 名古屋鐵道與谷汲鐵道合併。成為名古屋鐵道谷汲線。
  - 日期不詳 - 黑野西口站、豐木站、八王子坂站、長瀨茶所站暫停營業[14]。
- 1946年（昭和21年）9月16日 - 豐木站重開。
- 1950年（昭和25年）4月1日 - 舉行御開帳（直至5月20日）。再次有其他線區的車輛行走谷汲線，以3卡編成行走。北野畑站設置臨時變電站。曾經撒走列車交會設備的稻富站和長瀨站重新加設交會設備，使可班次加密至每18分鐘一班[15]。
- 1955年（昭和30年）4月1日 - 舉行御開帳（直至5月20日）[16]。這是谷汲線營業期間最後一次御開帳。
- 1958年（昭和33年）5月1日 - 廢除長瀨茶所站。
- 1963年（昭和38年）7月1日 - 廢除貨運業務[17]。
- 1968年（昭和43年）8月5日 - 新設急行班次，直通至揖斐線與岐阜市內線。
- 1969年（昭和44年）4月5日 - 廢除黑野西口站和八王子坂站。
- 1984年（昭和59年）
  - 3月20日 - 廢除急行班次。
  - 10月16日 - 非繁忙時間開始一人控制。
- 1990年（平成2年）4月23日 - 廢除結城站。
- 2001年（平成13年）10月1日 - 全線廢除。由名阪近鐵巴士（日语：名阪近鉄バス）提供廢除替代巴士。
- 2005年（平成17年）10月1日 - 替代巴士服務（名阪近鐵巴士谷汲黑野線）被廢除。由樽見鐵道樽見線北方真桑至谷汲口之間，以及於大野巴士中心（日语：大野バスセンター）乘坐揖斐川町社區巴士（日语：揖斐川町コミュニティバス）揖斐黑野線，中途於本揖斐巴士站轉乘揖斐川町社區巴士橫藏線替代。

## 車站列表
- 所有車站位於岐阜縣內。
- 車站名稱、接續路線名稱、營業距離與所在地取自路線廢除當刻。
- 印上*的車站是路線（該區間）廢除前已經廢除（廢除日參見歷史一節）。
- 截至廢除前一刻，所有班次都是普通列車。所有列車停靠各站。

| 中文站名  | 日文站名 | 英文站名          | 站間 距離 | 營業 距離 | 接續路線           | 所在地                          |
| --------- | -------- | ----------------- | --------- | --------- | ------------------ | ------------------------------- |
| 黑野      | 黒野     | Kurono            | -         | 0.0       | 名古屋鐵道：揖斐線 | 揖斐郡大野町                    |
| *黑野西口 | 黒野西口 | Kurono Nishiguchi | 0.5       | 0.5       |                    | 揖斐郡大野町                    |
| 黑野北口  | 黒野北口 | Kurono Kitaguchi  | 0.4       | 0.9       |                    | 揖斐郡大野町                    |
| 豐木      | 豊木     | Toyoki            | 1.1       | 2.0       |                    | 揖斐郡大野町                    |
| 稻富      | 稲富     | Inatomi           | 0.8       | 2.8       |                    | 揖斐郡大野町                    |
| 更地      | 更地     | Saraji            | 1.1       | 3.9       |                    | 揖斐郡大野町                    |
| *八王子坂 | 八王子坂 | Hachiōjizaka      | 1.0       | 4.9       |                    | 揖斐郡大野町                    |
| 北野畑    | 北野畑   | Kitanobata        | 0.9       | 5.8       |                    | 揖斐郡大野町                    |
| 赤石      | 赤石     | Akaishi           | 1.1       | 6.9       |                    | 揖斐郡谷汲村 （現時：揖斐川町） |
| 長瀨      | 長瀬     | Nagase            | 1.5       | 8.4       |                    | 揖斐郡谷汲村 （現時：揖斐川町） |
| *長瀨茶所 | 長瀬茶所 | Nagasechajo       | 0.7       | 9.1       |                    | 揖斐郡谷汲村 （現時：揖斐川町） |
| *結城     | 結城     | Yūki              | 1.1       | 10.2      |                    | 揖斐郡谷汲村 （現時：揖斐川町） |
| 谷汲      | 谷汲     | Tanigumi          | 1.0       | 11.2      |                    | 揖斐郡谷汲村 （現時：揖斐川町） |

## 運輸、收支業績
| 年度 | 運輸人次（人） | 貨運量（公噸） | 營業收入（日圓） | 營業費用（日圓） | 營業利潤（日圓） | 其他費用（日圓）             | 支付利息（日圓） | 政府補貼（日圓） |
| ---- | -------------- | -------------- | ---------------- | ---------------- | ---------------- | ---------------------------- | ---------------- | ---------------- |
| 1926 | 368,773        | 706            | 52,670           | 44,519           | 8,151            | 攤銷1,745雜項損失17          | 12,010           | 36,435           |
| 1927 | 520,814        | 1,069          | 103,565          | 66,823           | 36,742           | 攤銷5,625                    | 13,498           | 28,117           |
| 1928 | 259,205        | 988            | 37,009           | 35,883           | 1,126            | 攤銷2,506                    | 13,421           | 43,523           |
| 1929 | 257,344        | 1,001          | 36,441           | 33,399           | 3,042            | 攤銷33,000                   | 11,140           | 43,449           |
| 1930 | 174,496        | 144            | 26,993           | 25,842           | 1,151            | 攤銷32,000                   | 8,567            | 42,067           |
| 1931 | 139,746        | 58             | 23,186           | 25,706           | ▲ 2,520          | 攤銷25,000                   | 7,047            | 34,002           |
| 1932 | 137,395        | 968            | 21,007           | 27,069           | ▲ 6,062          | 攤銷25,000                   | 6,036            | 36,428           |
| 1933 | 338,971        | 44             | 59,691           | 50,041           | 9,650            | 攤銷35,000                   | 4,160            | 34,738           |
| 1934 | 131,911        | 52             | 17,775           | 28,583           | ▲ 10,808         | 攤銷25,000                   | 1,961            | 36,884           |
| 1935 | 173,540        | 63             | 21,863           | 28,567           | ▲ 6,704          | 攤銷29,000巴士業務2,765      | 784              | 35,640           |
| 1936 | 345,270        | 4,705          | 53,321           | 44,282           | 9,039            | 巴士業務1,450                |                  |                  |
| 1937 | 145,110        | 14,927         | 27,594           | 27,027           | 567              | 雜項與攤銷5,497巴士業務1,031 |                  | 7,060            |
| 1939 | 200,252        | 13,190         |                  |                  |                  |                              |                  |                  |
| 1941 | 338,943        | 1,124          |                  |                  |                  |                              |                  |                  |
| 1943 | 584,296        | 4,599          |                  |                  |                  |                              |                  |                  |

- 參考自鐵道統計資料、鐵道統計與國有鐵道陸運統計各年度版
- 在1927年、1933年、1936年4月1日至5月20日之間，於谷汲山華嚴寺（日语：華厳寺）進行十一面觀世音菩薩御開帳（日语：御開帳）

## 注腳

## 外部連結
- 谷汲線路線地圖 （页面存档备份，存于）（日語）